# Чужой (сингл «Арии»)
| Оценки критиков | Оценки критиков |
| Источник        | Оценка          |
| --------------- | --------------- |
| Darkside        | 8/10            |

«Чужо́й» — сингл группы «Ария» к альбому «Армагеддон». Песня «Чужой» возглавляла хит-парад Чартова дюжина. Вошедшая на сингл версия песни «Воля и разум», записанная с участием известных русских рокеров, также успешно участвовала в этом хит-параде.
Текст песни основан на рассказе «Урочный час» («Zero Hour») Рэя Бредбери, написанном в 1947 году.
В 2014 году песня заняла 301-е место в список «500 лучших песен „Нашего радио“», составленного на основе выбора радиослушателей.
Впоследствии группа «Ария» не смогла получить разрешения на продолжение публикации альбома «Армагеддон» в изначальной версии от вокалиста Артура Беркута, поэтому он был перезаписан в 2020 году с вокалом Михаила Житнякова. Песня «Чужой» была также перезаписана.

## Список композиций
| №  | Название                         | Текст песни       | Музыка             | Длительность |
| -- | -------------------------------- | ----------------- | ------------------ | ------------ |
| 1. | «Чужой»                          | Маргарита Пушкина | Владимир Холстинин | 5:04         |
| 2. | «Там высоко» (концертная версия) | Пушкина           | Виталий Дубинин    | 5:44         |
| 3. | «Воля и разум» (20 лет спустя)   | Александр Елин    | Андрей Большаков   | 4:34         |
| 4. | «Там высоко» (анимационный клип) | Пушкина           | Дубинин            | 6:07         |

## Участники записи
- Артур Беркут — вокал, фортепиано (2).
- Владимир Холстинин — гитара, акустическая гитара (4).
- Сергей Попов — гитара, программирование (4)
- Виталий Дубинин — бас-гитара, бэк-вокал.
- Максим Удалов — ударные.

Артисты, приглашенные для записи трека «Воля и разум: 20 лет спустя»:
- Вадим и Глеб Самойловы , Константин Кинчев, Вячеслав Бутусов и Юрий Шевчук — вокал.
- Андрей Большаков и Сергей Маврин — соло-гитара.